# Bandiera asburgica
La bandiera asburgica venne adottata per la prima volta durante le guerre napoleoniche nel XVIII secolo-XIX secolo; era la bandiera della casa d'Asburgo usata per segnalare i territori soggetti alla corona d'Austria.
Araldicamente descrivibile come un troncato di nero e d'oro, consiste in due fasce orizzontali su una bandiera rettangolare, quella in alto nera e quella in basso gialla (colore da sempre simbolo del potere imperiale degli Asburgo, veniva usato negli edifici pubblici e in quelli destinati all'imperatore).